# Škoda Favorit (1936)
Škoda Favorit byl osobní vůz vyšší střední třídy, vyráběný automobilkou ASAP v Mladé Boleslavi mezi lety 1936 až 1941.

## Historie
Automobil Škoda Favorit se představil v roce 1936. Vůz měl v nabídce ASAPu zaplnit mezeru mezi středním Rapidem a luxusním Superbem. Podle výrobce měla být hlavní výhodou Favoritu prostorná karoserie a úsporný provoz. Po konstrukční i vzhledové stránce se Favorit neodchyloval od již vyráběných modelů Popular, Rapid a Superb. Vůz s továrním označením typ 904 dostal čtyřválcový motor SV objemu 1802 cm³, který dosahoval výkonu 38 k (28 kW). Favoritu uděloval maximální rychlost 95 km/h. Do roku 1939 bylo vyrobeno 169 kusů tohoto modelu.
Od roku 1938 se vyráběla Škoda Favorit 2000 OHV (typ 923). Vycházela z předchozího modelu, dostala však nový motor s rozvodem OHV a objemem 2091 cm³, čímž výkon podstatně vzrostl na 55 k (40,5 kW). S tímto motorem vůz dosahoval rychlosti 110 km/h. Do ukončení výroby roku 1941 vzniklo pouze 54 vozů.
Většina vozů Škoda Favorit nesla čtyřdveřovou karosérii ve verzi šestimístná limuzína (s dělicí přepážkou mezi místem řidiče a zadními sedadly), menší množství jako pětimístný sedan. Dále pak vznikly přes dvě desítky sanitek.
Favorit postupem doby procházel průběžnými modernizacemi, tak jak byly uplatňovány i na ostatních modelech automobilky. Stejně tak se i měnil jeho design.
Škoda Favorit nebyla obchodně příliš úspěšná. Běžní zákazníci značky upřednostňovali menší a levnější vozy Popular a Rapid, ti majetní zase volili luxusnější Superb. O tento typ neměli zájem ani vojenští odběratelé, tvořící po vypuknutí války hlavní klientelu. Značně většího rozšíření se však dočkal motor OHV z typu 923, který posloužil jako pohonná jednotka lehkého nákladního automobilu Škoda 150, vyráběného ještě po válce pod názvy Aero 150 a Praga A150.
Návrat jména Favorit byl zvažován počátkem 60. let pro připravovaný nový osobní automobil nižší střední třídy s motorem vzadu, několik vyrobených prototypů bylo roku 1962 dokonce touto jmenovkou osazeno, sériové vozy se však v roce 1964 objevily pod názvem Škoda 1000 MB. Koncem 80. let pak šéfkonstruktér automobilky Petr Hrdlička prosadil tento název pro nový kompaktní vůz nižší střední třídy s motorem vpředu napříč, který se pod názvem Škoda Favorit představil veřejnosti v roce 1987 a vyráběl do roku 1995.

## Technické údaje

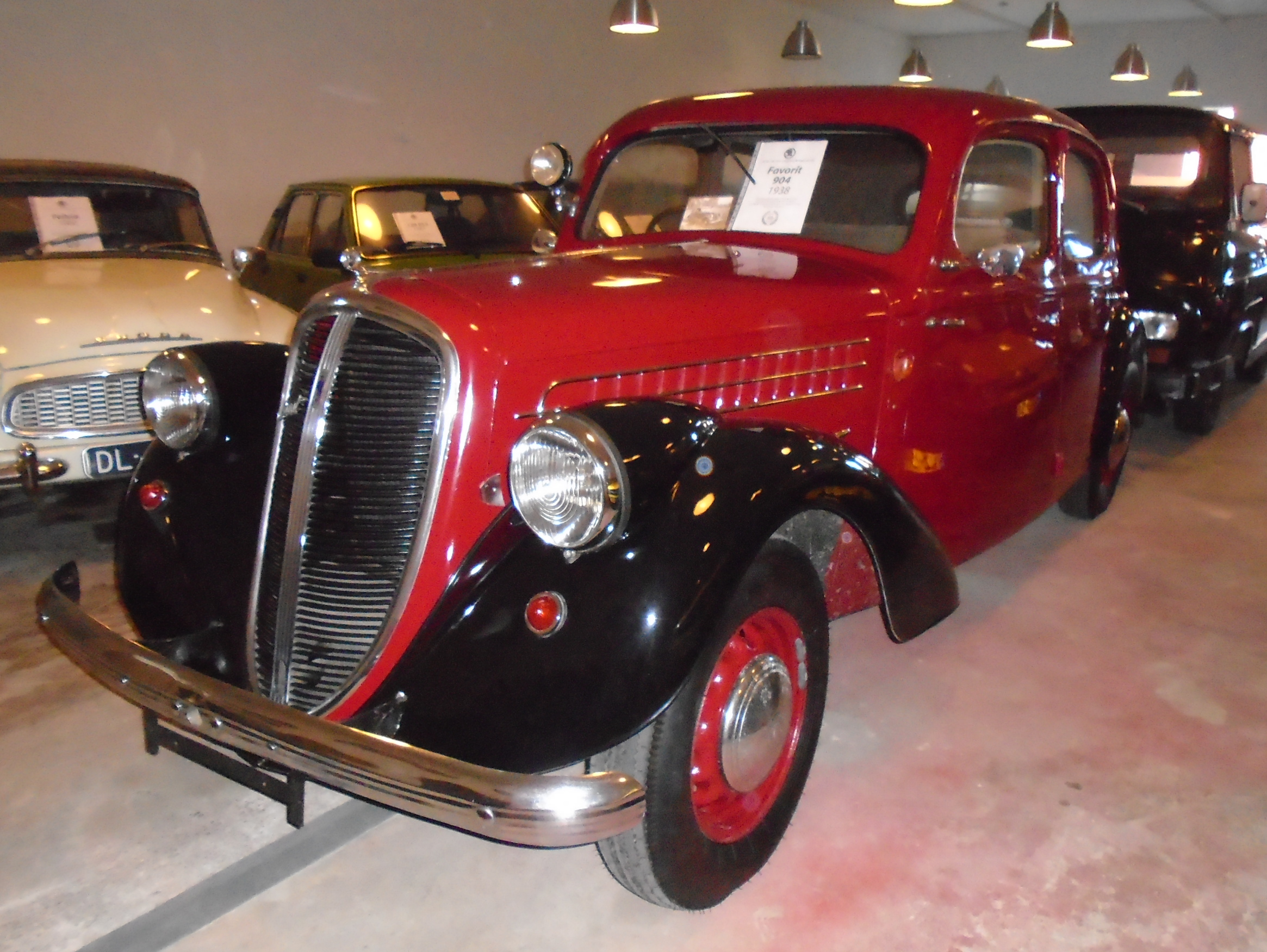
sedan Škoda Favorit typ 904
z roku 1938

Podvozek Škody Favorit tvoří páteřový rám, tvořený ocelovou rourou, vpředu s rozvidlením pro uchycení motoru. Motor je řadový zážehový čtyřválec, vodou chlazený. Zdvihový objem 1802 cm³ a rozvod SV (typ 904) nebo 2091 cm³ a rozvod OHV (typ 923). Motor je umístěn podélně za přední nápravou. Za ním se nachází čtyřstupňová převodovka se synchronizací 3. a 4. stupně. Převodovka tvoří s motorem montážní blok. Výkon je přenášen hřídelí uvnitř páteřové roury na rozvodovku a diferenciál. Hnaná zadní náprava je dělená kyvadlová, odpružená dvojicí příčných listových per. Přední náprava je dělená lichoběžníková, nahoře s trojúhelníkovými rameny, dole s příčným listovým perem. Kola jsou ocelová lisovaná, rozměru 16". Vůz je vybaven hydraulickými bubnovými brzdami na všech kolech. Řízení pomocí šroubu a matice. Elektrická soustava pracuje s napětím 12 V. Karosérie má smíšenou stavbu, s dřevěnou kostrou pokrytou výlisky z ocelového plechu.

### Tabulka technických dat
Technické parametry platí pro vozy s karosérií sedan.
|                            | Škoda Favorit (typ 904)       | Škoda Favorit 2000 OHV (typ 923) |
| -------------------------- | ----------------------------- | -------------------------------- |
| Roky výroby                | 1936–1939                     | 1938–1941                        |
| Vyrobeno vozů              | 173                           | 54                               |
| Pohotovostní hmotnost      | 1410 kg                       | 1490 kg                          |
| Hmotnost podvozku          | 820 kg                        | 890 kg                           |
| Délka                      | 4900 mm                       | 4770 mm                          |
| Šířka                      | 1600 mm                       | 1640 mm                          |
| Výška                      | 1640 mm                       | 1650 mm                          |
| Rozvor                     | 3050 mm                       | 3050 mm                          |
| Rozchod kol (vpředu/vzadu) | 1250/1320 mm                  | 1300/1320 mm                     |
| Světlá výška               | 180 mm                        | 190 mm                           |
| Pneumatiky                 | 6,00×16                       | 6,50×16                          |
| Zdvihový objem motoru      | 1802 cm³                      | 2091 cm³                         |
| Výkon motoru               | 28 kW (38 k) při 3500 ot./min | 40,5 kW (55 k) při 3500 ot./min  |
| Spotřeba paliva            | 14–15 l /100 km               | 14–15 l /100 km                  |
| Nejvyšší rychlost          | 95 km/h                       | 110 km/h                         |